# Мігрант (роман)
«Мігрант» (оригінальна назва — рос. Мигрант, також відомий як «Мігрант, або Brevi finietur» (рос. Мигрант, или Brevi finietur)) — роман українських письменників Марини та Сергія Дяченків;   виданий 2010 року видавництвом «Ексмо». Це третя книга умовного циклу «Метаморфози».
| книги | Це незавершена стаття про книгу. Ви можете допомогти проєкту, виправивши або дописавши її. |

| Література Книги Фантастика Наукова фантастика Україна |